# Liste der Flüsse in Liberia

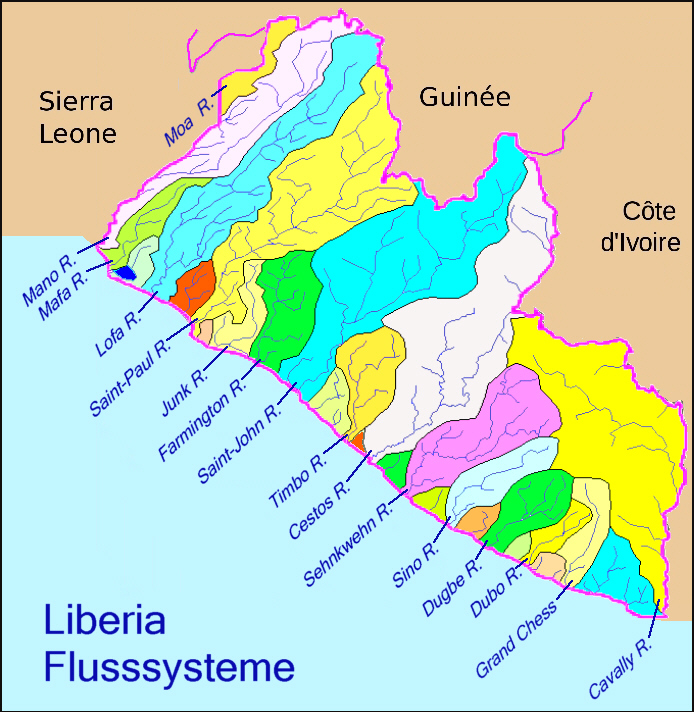

Dies ist eine Liste der Flüsse in Liberia. Das niederschlagsreiche Land entwässert überwiegend relativ geradlinig von Nordosten nach Südwesten in den Atlantik. Die meisten Flüsse in Liberia sind kleinere bis mittlere Küstenflüsse oder deren Nebenflüsse. Es gibt sieben größere Flüsse, die ihr Quellgebiet in beziehungsweise an der Grenze zu Guinea haben. Der Mano, Moa, Lofa und der Saint Paul River entspringen auf oder am Rand der Hochebene von Beyla, die Flüsse Saint John River, Cestos River und Cavally am Nimbaberge. Der größte Fluss dabei ist der Cavally, der allerdings nur einen Teil seines Einzugsgebietes in Liberia hat.

## Moa(Makona)
- Mauwa (Magowi)
  - Niagohun

## Mano(Zeliba)
- Manwunya (Mawunsu) Creek
- Gbeya River
- Morro
- Konja (Kuinja) Creek
- Masua Creek

## Lofa
- Lawa
- Budulu Creek
- Yambasei Creek
- Mahe

## Saint Paul River(Nianda)
- Via
- Mein Creek
- Wata
- Tuma Creek
- Gola Creek
- Wala Creek
- Mwawo Creek
- Mehn Creek

## Saint John River(Mani)
- Yaa
- Sewa
- Ya Creek
- Nuan
- Boni Creek
- Wee
- Zo Creek
- Wiaya Creek

## Cestos River(Nuon)
- Kawadi (Kavadi) Creek
- Zina Creek
- Gan
- Gboye Creek
- Gwen Creek
- Wane
- Do

## Cavally
- Dube
- Gbeh
- Ghee
- Muno

## Weitere
- Mafa
- Mesurado River
- Farmington
  - Bolo
  - Nia Creek
  - Wo
  - Du-Junk (Bo)
- Timbo
  - Badoa Creek
  - Slo
  - Jo
- Sehnkwehn
  - Bewa Creek
  - Jobo (Jubo)
  - Shani
- Sinoe
  - Wana Creek
  - Takon (Jakohn) Creek
- Dugbe
- Dubo River
  - Dubalo Creek
  - Bafa Creek
- Grand Cess River
  - Felo Creek
  - Palene Creek
  - Kpo Creek
  - Hene Creek
- Po-Joda
  - Dono Creek
  - Donu Creek
  - Jedo Creek
  - Po

## Einzugsgebietsaufteilung des Landes
Im Folgenden sind die Einzugsgebiete Liberias tabellarisch aufgeführt.
| Fluss                   | Einzugsgebiet gesamt in [km²] | Anteil der Landesfläche in [km²] | Prozent der Fläche in Liberia | Prozent der Landesfläche |
| ----------------------- | ----------------------------- | -------------------------------- | ----------------------------- | ------------------------ |
| Moa River               | 19.617                        | 1.730                            | 9                             | 1,6                      |
| Mano River              | 7.520                         | 5.539                            | 74                            | 5,0                      |
| Mafa River–Lake Piso    | 2.082                         | 2.082                            | 100                           | 1,9                      |
| Lofa River              | 10.612                        | 9.189                            | 87                            | 8,3                      |
| St. Paul River          | 20.281                        | 10.991                           | 54                            | 9,9                      |
| Farmington River        | 5.249                         | 5.249                            | 100                           | 4,7                      |
| St. John River          | 16.930                        | 14.363                           | 85                            | 12,9                     |
| Timbo River             | 3.196                         | 3.196                            | 100                           | 2,9                      |
| Cestos River            | 12.709                        | 10.389                           | 82                            | 9,3                      |
| Sehnkwehn River         | 5.659                         | 5.659                            | 100                           | 5,1                      |
| Sinoe River             | 2.258                         | 2.258                            | 100                           | 2,0                      |
| Dugbe River             | 2.820                         | 2.820                            | 100                           | 2,5                      |
| Dubo River              | 1.061                         | 1.061                            | 100                           | 1,0                      |
| Grand Cess (Nuch River) | 1.685                         | 1.685                            | 100                           | 1,5                      |
| Po-Joda River           | 1.042                         | 1.042                            | 100                           | 0,9                      |
| Cavalla River           | 30.277                        | 12.240                           | 40                            | 11,0                     |
| Küstenflüsse            | 21.876                        | 21.876                           | 100                           | 19,6                     |
| Gesamt                  |                               | 111.469                          |                               | 100                      |